# Sinapidendron frutescens subsp. succulentum
Sinapidendron frutescens subsp. succulentum é uma subespécie de planta com flor pertencente à família Brassicaceae. 
A autoridade científica da subespécie é (Lowe) Rustan, tendo sido publicada em Smithsonian Contributions to Paleobiology 17: 8. 1993.

## Portugal
Trata-se de uma subespécie presente no território português, nomeadamente no Arquipélago da Madeira.
Em termos de naturalidade é endémica da região atrás referida.

## Protecção
Não se encontra protegida por legislação portuguesa ou da Comunidade Europeia.